# José Ortiz Moya
José Ortiz Moya   (Cartagena, 1 de setembre de 1932 - València, 23 de desembre de 2013), que firmava com José Ortiz fou un dibuixant de còmics espanyol. Era germà del també dibuixant de còmics Leopoldo Ortiz. Estava adscrit a l'Escola Valenciana d'historieta i va treballar com a dibuixant per editorials de molts països diferents.

## Biografia
Quan José Ortiz tenia setze anys va començar a treballar de dibuixant després d'haver guanyat un concurs organitzat per la revista Chicos. El seu primer treball fou el còmic El Espía (editorial Maga), que va fer en col·laboració amb els germans Gago.
El 1951 va anar a viure a la ciutat de València, on va treballar amb el seu germà Leopoldo i altres dibuixants importants de l'època com Luis Bermejo o Miguel Quesada. En aquesta època continuava treballant per l'editorial Maga. Va dibuixar els còmics: El Capitán Don Nadie (1952), El Príncipe Pablo (1953, amb Leopoldo), Sebastián Vargas (1954), Balín (1955), El duque negro (1957) i Johny Fogata (1960). La seva obra de més èxit d'aquesta època i editorial fou Dan Barry el Terremoto (1954).
A finals de la dècada de 1950 va començar a col·laborar amb l'editorial Toray dibuixant el personatge de Sigur el Vikingo i amb la col·lecció Hazañas del Oeste. També va dibuixar per l'editorial Bruguera a la revista Bisonte Extra Ilustrada, en còmics de l'oest i en adaptacions de novel·les com Els Viatges de Gulliver o Les Croades per a la Colección Historias.

## A l'estranger
A la dècada de 1960 José Ortiz va començar a publicar fora d'Espanya a través de l'agència barcelonina Bardon Art. Va dibuixar sobretot còmics de guerra que es van editar en diversos països i fins i tot va dibuixar una tira diària al diari britànic Daily Express titulada Carolynn Baker, Barrister at Law durant gairebé dos anys. Va crear la sèrie U.F.O. Agent Especial per a la revista Eagle de l'editorial Fleetway.
A principis de la dècada de 1970 va dibuixar la sèrie Los Mitos del Oeste que es va publicar als Estats Units a través de l'agència Selecciones Ilustradas de Josep Toutain. Degut a l'èxit que va aconseguir amb aquesta sèrie va col·laborar a través de S.I. amb l'editorial Warreng Publishing per a la que, el 1974, va crear diversos còmics de terror i fantasia que van ser publicats en les revistes Eerie i Vampirella com les sèries Apocalypse, Night of the Jackass i Coffin per a la primera i Pantha per la segona, a més d'altres històries independents. Ortiz va dibuixar la mateixa VAmpirella en els números 35 i 36 de la revista. El 1974 va rebre el guardó de la Warren al Best All Around Artist (millor artista polivalent). Va publicar al voltant de 120 historietes per aquesta editorial; fou el dibuixant que en feu més. En aquesta època va publicar a Espanya els sèries Tarzan, El Hijo de Tarzán i El Cuervo, entre d'altres.

## En el boom del còmic adult a Espanya
El 1982 va dirigir Ediciones Metropol juntament amb els dibuixants Leopoldo Sánchez, Jordi Bernet, Mariano Hispano i Manfred Sommer tot aprofitant el bon moment de les revistes de còmic per a adults a l'estat espanyol. L'editorial, que no va sobreviure un any sencer, va publicar tres revistes: Metropol, Mocambo i K. O. Comics.
Norma Editorial i Toutain Editor van proposar-li treballar per a les seves revistes i José Ortiz va decidir abandonar la Warren. En aquells moments, Ortiz, que era gairebé desconegut a Espanya, va crear per al públic espanyol en revistes com Cimoc, Zona 84 i Creepy, les obres dels seus més famosos personatges com Hombre, Burton y Cyb, Charles Ives (posteriorment anomenat Morgan) i Las mil caras de Jack el Destripador, normalment acompanyat pel guionista Antonio Segura. Al mateix temps va entrar en el mercat britànic de còmic amb les obres The Tower King i The House of Daemon, per a la revista Eagle, The thirteen Floor per Scream! i diverses historietes de Rogue Trooper i Judge Dredd per a la revista de ciència-ficció 2000 AD.

## Últims anys
Als inicis de la dècada de 1990 Ortiz va col·laborar amb Segura a la sèrie còmica Bud O'Brien per a la revista Torpedo i la sèrie Ozono per a l'Eternauta. El 1992 va crear les seves últimes dues obres per al mercat nacional: La Civilización Inca i Orígenes del hombre americano, còmics de la sèrie Relatos del Nuevo Mundo dirigida per Pedro Tabernero. Aquestes estan publicades en gran format i amb una qualitat excel·lent.
Davant del declivi de les revistes de còmic espanyoles, Ortiz va decidir tornar a orientar el seu treball a dibuixar per al mercat exterior. Va dibuixar un especial del cèlebre ranger Tex Willer per l'editor italià Bonelli. Com que el resultat va ser prou bo, Bonelli li va encarregar que dibuixés còmics de les sèries de Ken Parker, de Magico Vento i de Tex.
José Ortiz va morir el 23 de desembre de 2013 a València degut a un problema cardíac als 81 anys.

## Premis
- 1998 - Paparajote de Oro al seu treball professional atorgat per l'Asociación de Amigos del Tebeo de la Región de Murcia.
- 2010 - Premio Oso d'Expocómic a la Labor d'una Vida.[5]
- 2012 - Gran Premi del Saló Internacional del Còmic de Barcelona.[6]

## Obres
| Anys            | Títol                                            | Guionista                       | Tipus                            | Publicació original        | Publicación a Espanya (si no es la original) |
| --------------- | ------------------------------------------------ | ------------------------------- | -------------------------------- | -------------------------- | -------------------------------------------- |
| 1951            | El Espía 1-8                                     | José Ortiz                      | Serial                           | Maga                       |                                              |
| 1952            | El Capitán Don Nadie                             | Pedro Quesada,                  | Serial                           | Maga                       |                                              |
| 1953            | Juan Bravo y sus Chicos                          | Pablo Gago                      | Serial                           | Maga                       |                                              |
| 1954            | Sebastián Vargas                                 | Pedro Quesada                   | Serial                           | Maga                       |                                              |
| 1954            | Dan Barry el Terremoto                           | Leopoldo Ortiz                  | Serial                           | Maga                       |                                              |
| 1955            | Balín                                            | Pedro Quesada                   | Serial                           | Maga                       |                                              |
| 1956            | Pantera Negra 1-12, 21-32                        | Pedro Quesada                   | Serial                           | Maga                       |                                              |
| 1957            | Las Cruzadas                                     | Enrique Palau                   | Monografía                       | Editorial Bruguera         |                                              |
| 1958            | Los Viajes de Gulliver pág. 1-16                 | Ricardo Acedo                   | Monografía                       | Bruguera                   |                                              |
| 1958            | El Duque Negro 1-10                              | Pablo Gago                      | Serial                           | Maga                       |                                              |
| 1958            | Jungla                                           | Pedro Quesada                   | Serial                           | Maga                       |                                              |
| 1958            | Sigur el Vikingo                                 | Mariano Hispano                 | Serial                           | Ediciones Toray            |                                              |
| 1958            | Atletas                                          | Pedro Quesada                   | Serial                           | Maga                       |                                              |
| 1960            | Johnny Fogata 1-11                               | Pedro Quesada                   | Serial                           | Maga                       |                                              |
| 1960            | Huracán 1-2                                      | Juan Antonio de Laiglesia       | Serial                           | Maga                       |                                              |
| 1962-1963       | Carolyn Baker                                    |                                 | Sèrie                            | Daily Express              |                                              |
| 1966-1967       | U.F.O. Agente Especial                           |                                 | Sèrie                            | Eagle                      |                                              |
| 1966-1967       | Smokeman                                         |                                 | Serie                            | Eagle                      |                                              |
| 1968            | The Phantom Viking                               |                                 | Serie                            | Lion                       |                                              |
| 1974-1975       | Night Of The Jackass                             | Bruce Bezaire                   | Sèrie                            | Eerie 60, 63-65            | Rufus 23-, 1974                              |
| 1974-1975       | Coffin                                           | Budd Lewis                      | Serie                            | Eerie 61, 67-68, 70        | Rufus 30-32                                  |
| 1975            | Apocalypse                                       | Budd Lewis                      | Serie                            | Eerie 62-65                |                                              |
| 1975            | El Pequeño Salvaje                               | José Ortiz                      | Monografia                       | Amaika                     |                                              |
| 1975-1979       | El Cuervo                                        | Andreu Martín Carlos Echevarría | Sèrie amb Jordi Bernet           | Kung-Fu                    | Kung-Fu                                      |
| 1976            | The Demons of Jedediah Pan                       | Bill DuBay                      | Sèrie                            | Eerie: 72, 74, 75 i 77     | Vampus, 1976                                 |
| 03/1978         | Moonshadow                                       | Bob Toomey                      | Sèrie                            | Eerie: 91 i 93             | Dossier Negro 113-115                        |
| 05/1978         | The Wax Werewolf                                 | Bob Toomey                      | Historieta breu                  | Creepy nº97                |                                              |
| 06/1978         | Last Of The Really Great, All-American Joy Juice | Bill DuBay                      | Historieta breu                  | 1984 nº1                   |                                              |
| 01/1979         | Sasquatch Love                                   | Cary Bates                      | Historieta breu                  | Vampirella nº75            |                                              |
| 03/1981-09/1982 | Pantha                                           | Rich Margopoulos                | Sèrie, darrera Leopoldo Durañona | Vampirella nº94-108        | Dossier Negro 147-                           |
| 1981            | Hombre                                           | Antonio Segura                  | Sèrie                            | Cimoc, K. O. Cómics        |                                              |
| 1982            | John Khe                                         | Carlos Echevarría               | Sèrie                            | Sargento Kirk              |                                              |
| 1982            | The Tower King                                   | Alan Hebden                     | Sèrie                            | Eagle 1-24                 | Sargento Kirk, 1982                          |
| 1982            | El juego de la guerra                            | Francisco Pérez Navarro         | Sèrie                            | Cimoc 15-                  |                                              |
| 1982–1983       | The House of Daemon                              | John Wagner Alan Grant          | Serie                            | Eagle 25-47                |                                              |
| 1983            | Ives                                             | Antonio Segura                  | Serie                            | Metropol                   |                                              |
| 1983            | La larga noche de Cerbiçonne                     | José Ortiz                      | Historieta breve                 | Mocambo 1                  |                                              |
| 1983            | Recordad El Álamo                                | José Ortiz                      | Historieta breve                 | Mocambo 2                  |                                              |
| 1984            | Las mil caras de Jack el Destripador             | Antonio Segura                  | Serie                            | Creepy 66-72, 74-75        |                                              |
| 04/1985         | Cuando el invierno surque tu rostro              |                                 | Historieta breve                 | Superlópez 2               |                                              |
| 1988-90         | Burton y Cyb                                     |                                 | Sèrie                            | Zona 84                    |                                              |
| 1989            | Juan el Largo                                    | Antonio Segura                  | Sèrie                            |                            |                                              |
| 1992            | La civilización Inca                             |                                 | Monografia                       | Relatos del Nuevo Mundo 2  |                                              |
| 1992            | Orígenes del hombre americano                    | Miguel Ángel Nieto Ventura      | Monografia                       | Relatos del Nuevo Mundo 25 |                                              |
|                 | Tex                                              | Antonio Segura                  |                                  |                            | Aleta, 2010-2012                             |